# 马林苏丹国
马林苏丹国（羅馬化：al-marīniyyūn），又称马林王朝，是1244年–1465年柏柏尔人的后裔在摩洛哥建立的国家。
1244年马林王朝取代的穆瓦希德王朝控制摩洛哥，在十四世纪中叶开始短暂地控制整个马格里布。马林王朝为了在直布罗陀海峡获得一个到欧洲的直接立足点，13和14世纪支持在安达卢斯的格拉纳达王国。但是在1340年，萨拉多河战役马林王朝战败，1344年卡斯蒂利亚王国从马林王朝手中夺取阿尔赫西拉斯。1465年马林王朝被起义推翻，1472年建立了瓦塔斯王朝。

## 君主列表
- 阿卜杜勒哈克一世（Abdalhaqq I）（1195-1217年）
- 奥斯曼一世（Uthman I）（1217-1240年）
- 穆罕默德一世（Muhammad I）（1240-1244年）
- 阿布·叶海亚·伊本·阿布德·哈克（Abu Yahya ibn Abd al-Haqq）（1244 - 1258年）
- 奥马尔（Umar）（1258 - 1259年）
- 阿布·优素福·雅库布（Abu Yusuf Yaqub）（1259 - 1286年）
- 阿布·雅库布·优素福（Abu Yaqub Yusuf）（1286 - 1306年）
- 阿布·塔比特（Abu Thabit）（1307 - 1308年）
- 阿布·拉比亚（Abu l-Rabia）（1308 - 1310年）
- 阿布·赛义德·奥斯曼·本·雅各布（1310 - 1331年）
- 阿布·哈桑·阿里·伊本·奥斯曼（Abu Al-Hasan Ali ibn Othman）（1331 - 1348年）
- 阿布·伊南·法里斯（Abu Inan Faris）（1348 - 1358年）
- 穆罕默德二世（Muhammad II） as Said （1359年）
- 阿布·萨利姆·阿里二世（Abu Salim Ali II）（1359 - 1361年）
- 阿布·奥马尔·塔斯楚芬（Abu Umar Taschufin）（1361年）
- 阿布·扎扬·穆罕默德三世（Abu Zayyan Muhammad III）（1362 - 1366年）
- 阿布尔·法里斯·阿卜杜勒·阿齐兹一世（Abu l-Fariz Abdul Aziz I）（1366 - 1372年）
- 阿布尔·阿巴斯·艾哈迈德（Abu l-Abbas Ahmad）（1372 - 1384年）
- 穆萨·伊本·法里斯（Musa ibn Faris）（1384 - 1386年）
- 瓦提克（Al-Wathiq）（1386 - 1387年）
- 阿布尔·阿巴斯·艾哈迈德（Abu l-Abbas Ahmad）（1387 - 1393年复位）
- 阿布尔·法里斯·阿卜杜勒·阿齐兹二世（Abu Faris Abdul Aziz II）（1393 - 1398年）
- 阿卜杜拉（Abdullah）（1398 - 1399年）
- 阿布·赛义德·奥斯曼三世（Abu Said Uthman III）（1399 - 1420年）
- 阿卜杜勒哈克二世（Abdalhaqq II）（1420 - 1465年）